# Standardisierte Bewertung
Die Standardisierte Bewertung (vollständiger Name: Standardisierte Bewertung von Verkehrswegeinvestitionen im schienengebundenen öffentlichen Personennahverkehr) ist ein Verfahren zur gesamtwirtschaftlichen Nutzen-Kosten-Untersuchung von ÖPNV-Projekten in Deutschland.
Länder können – stellvertretend für ihre Gemeinden – für investive Vorhaben im Bereich der örtlichen ÖPNV-Infrastruktur nach dem Gemeindeverkehrsfinanzierungsgesetzes (GVFG) Zuschüsse beim Bund beantragen. Gemäß einer Vereinbarung des Bundesverkehrsministeriums mit den Verkehrsministerien der Länder muss dabei eine Standardisierte Bewertung erfolgen, sofern die zuwendungsfähigen Kosten 10 Millionen Euro übersteigen. Förderfähig nach dem GVFG (§ 2) sind insbesondere Neu- und Ausbau von Straßenbahnen, Hoch- und Untergrundbahnen, nichtbundeseigenen Eisenbahnen sowie Seilbahnsystemen, sowie Reaktivierung, Elektrifizierung und Kapazitätserhöhung von Schienenstrecken. Nachrangig und befristet sind auch die Grunderneuerung bestehender Anlagen und Stationsmaßnahmen förderfähig.
Die Bewertung soll zeigen, ob das Vorhaben gesamtwirtschaftlich vorteilhaft ist, der Nutzen also die Kosten übersteigt. Die Notwendigkeit dazu ergibt sich aus dem Gesetz über die Grundsätze des Haushaltsrechts des Bundes und der Länder (§ 6), sowie der Bundes- und den Landeshaushaltsordnungen, welche angemessene Wirtschaftlichkeitsuntersuchungen fordern.
Der Bund stellt Kommunen im Rahmen des Förderprogramms eine Milliarde Euro, ab 2025 zwei Milliarden Euro pro Jahr zur Verfügung (§ 10), mit denen bis zu 75 Prozent, in manchen Fällen sogar 90 Prozent der Kosten gefördert werden (§ 4). Die hohe Förderung hat zur Folge, dass Gemeinden in der Regel keine Neu- oder Ausbaumaßnahmen im ÖPNV in Angriff nehmen, ohne eine Förderung sichergestellt zu haben. Die Standardisierte Bewertung ist dadurch de facto verpflichtend.

## Geschichte
Die Standardisierte Bewertung wurde durch das Verkehrswissenschaftliche Institut der Universität Stuttgart unter Leitung von Gerhard Heimerl und die Münchner Firma Intraplan Consult GmbH seit Anfang der 1980er Jahre entwickelt. Die Verfahrensanleitung wird regelmäßig überarbeitet und weiterentwickelt. Nach Versionen von 2006 und 2016 trat die jüngste Fassung („Version 2016+“) am 1. Juli 2022 in Kraft.

## Ziele
Die Standardisierte Bewertung verfolgt zwei Ziele: Eine Nutzen-Kosten-Analyse und eine Folgekostenrechnung. In die Nutzen-Kosten-Analyse sollen alle Nutzenbestandteile eines Projektes einfließen. Dabei werden nicht nur die betriebswirtschaftlichen Effekte einer Maßnahme, sondern auch die volkswirtschaftlichen, gesellschaftlichen und umweltbezogenen Wirkungen dargestellt. Auf der Kostenseite fließen Abschreibung und Verzinsung der Investition ein. Nutzen und Kosten werden dann gegenübergestellt. Das Verfahren soll eine vergleichbare Bewertung verschiedener Projekte nach landesweit einheitlichen Maßstäben liefern und eine Aussage zur gesamtwirtschaftlichen Vorteilhaftigkeit erlauben. Die Ergebnisse können auch zur Priorisierung förderwürdiger Vorhaben dienen. Die Folgekostenrechnung hingegen dient dazu, Investoren und Betreibern die langfristigen finanziellen Auswirkungen des Betriebs aufzuzeigen.

## Verfahren
Die Standardisierte Bewertung wird durch die Antragsteller (Kommunen) in Absprache mit dem Fördergeber selbst durchgeführt, welche sich aber auf Grund der Komplexität des Verfahrens zur Durchführung auch der Hilfe privater Ingenieurbüros bedienen.
Für die Nutzen-Kosten-Analyse werden nur solche Zielkriterien aufgenommen, „deren Zielerreichung nach wissenschaftlichen Maßstäben hinreichend genau ermittelt werden kann und für deren Bewertung es eine ausreichend breite Grundlage gibt“. Dies führt zu einer Beschränkung auf Indikatoren, die kardinal messbar (in Zahlen ausdrückbar) sowie monetär (in Geldgrößen) vorliegen (z. B. Erträge, Investitionen, laufende Kosten) bzw. monetarisierbar sind (durch etablierte Verfahren in Geldgrößen umrechenbar, z. B. Reisezeitgewinne, Luftverschmutzung). Das Ergebnis dieser Analyse ist für die Förderung nach dem GVFG maßgeblich. Sein Wert gibt das Nutzen-Kosten-Verhältnis an, so bedeutet „1,4“ z. B., dass der Nutzen das 1,4-fache der Kosten beträgt. Nur Projekte mit einem Wert größer als 1 erfüllen das Gebot der Wirtschaftlichkeit und dürfen gefördert werden.
Nicht monetarisierbare Wirkungen, und solche, für die keine geeigneten Messmethoden vorliegen, fließen nicht in die Nutzen-Kosten-Analyse ein, können aber in einer ergänzenden Darstellung gewürdigt werden. Die früher noch vorgesehe Nutzwertanalyse „E2“ war ab der Version 2016 nicht mehr enthalten, wurde mit der Version "2016+" im Jahr 2021 jedoch wieder eingeführt.
Falls die zuwendungsfähigen Kosten 25 Millionen Euro unterschreiten, kann ein vereinfachtes sog. Projektdossierverfahren durchgeführt werden.

## Kritik
Von Seiten der Wissenschaft und Praxis wird kritisiert, dass die Standardisierte Bewertung bestimmte Nutzenaspekte, insbesondere „weiche“ und somit schwer quantifizierbare, nicht mit einschließe und somit den Nutzen von ÖPNV-Projekten tendenziell unterschätze, was in weniger geförderten Vorhaben resultiere. Dies bezieht sich beispielsweise auf städtebaulich-gestalterische Vorteile des ÖPNV gegenüber dem individuellen Verkehr besonders in dicht bebauten Städten, Erschließungswirkungen für neue Siedlungen, sowie Vorteile auch für Nicht-Nutzer. Auch Agglomerationseffekte werden nicht eingerechnet. Es wird auch eine mangelnde Harmonisierung mit anderen Bewertungsverfahren, insbesondere dem des Bundesverkehrswegeplans sowie des Straßenbaus bemängelt und ein gemeinsamer intermodaler Bewertungsansatz sowie eine Fortentwicklung zu einem angebotsorientierten gezielten Erreichbarkeitsmanagement gefordert.
Mit der Version 2016+ wurde dieser Kritik u. a. durch die Einführung weiterer optionaler Nutzenkomponenten begegnet, wie beispielsweise der verbesserten Resilienz von Verkehrsnetzen, erwirkten Flächeneinsparungen im Straßenverkehr, und Daseinsvorsorgeaspekten in Form von Erreichbarkeit zentralörtlicher Einrichtungen. Sie benennt außerdem Klimaschutz als zentrales Ziel. Mit der Nutzwertanalyse wurden nicht-monetarisierbare Aspekte wieder stärker einbezogen.